# Piroshomlokú fügepapagáj

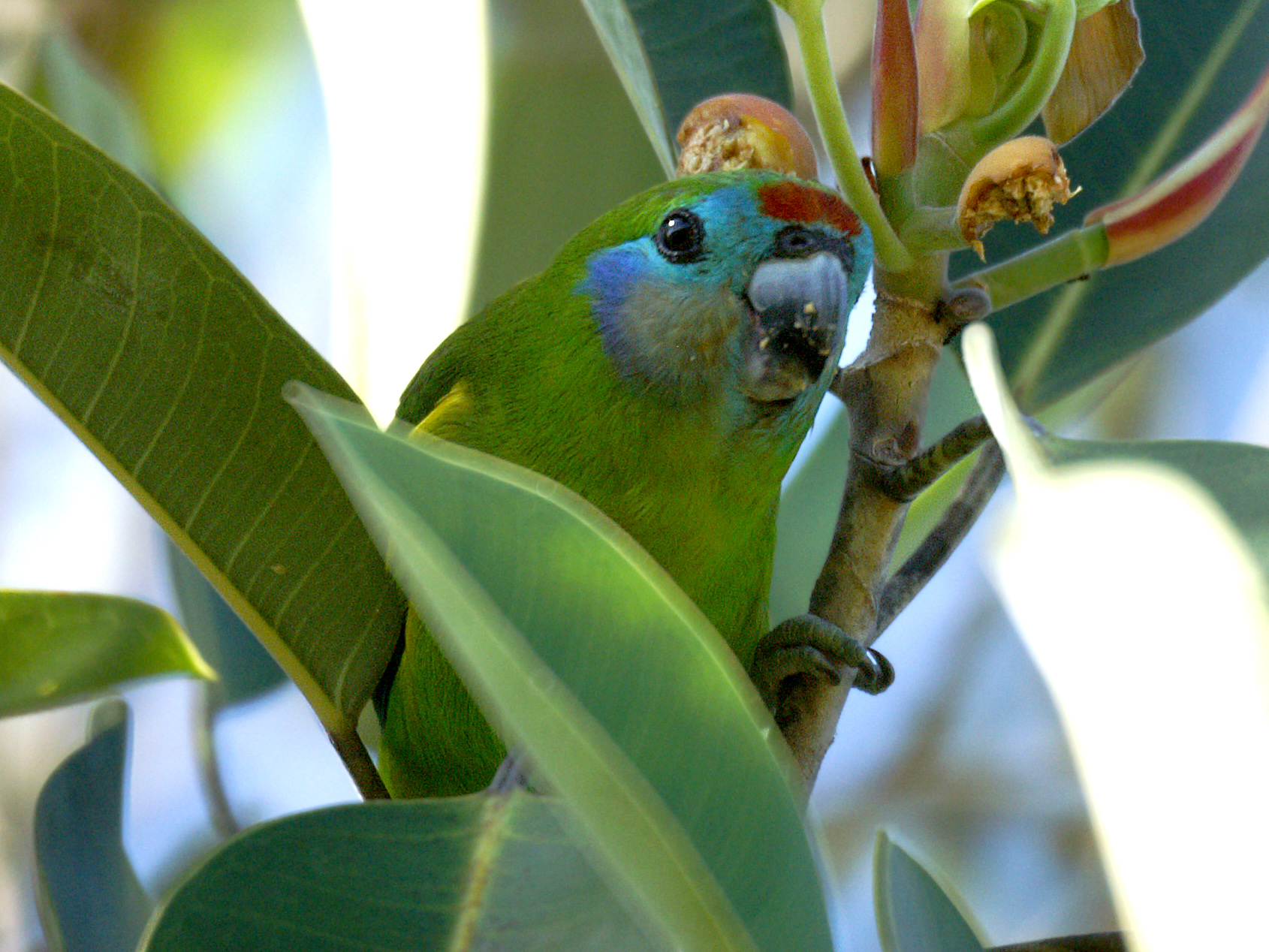

A piroshomlokú fügepapagáj (Cyclopsitta diophthalma), korábban álarcos- vagy pirosarcú fügepapagáj, a madarak osztályának papagájalakúak (Psittaciformes) rendjébe és a szakállaspapagáj-félék (Psittaculidae) családjába, azon belül a lóriformák (Loriinae) alcsaládjába  tartozó faj.

## Előfordulása
Ausztrália keleti részén, valamint Indonézia és Pápua Új-Guinea területén honos. Esőerdők sűrű lombkoronájának lakója.

## Alfajai
- Cyclopsitta diophthalma diophthalma - Új-Guinea nyugati része
- Cyclopsitta diophthalma aruensis - az Aru-szigetek, Új-Guinea középső részének déli fele
- Cyclopsitta diophthalma coccineifrons - Új-Guinea középső részének keleti része
- Cyclopsitta diophthalma virago - Goodenough és Fergusson-szigetek, a D'Entrecasteaux-szigetek közül
- Cyclopsitta diophthalma inseparabilis - Sudest sziget, a Louisiade-szigetek közül
- Cyclopsitta diophthalma marshalli - a York-félsziget Ausztrália északi részén
- Cyclopsitta diophthalma macleayana - Queensland északkeleti része

Korábban a Coxen-fügepapagájt (Cyclopsitta coxeni) is az alfajai közé sorolták Cyclopsitta diophthalma coxeni néven.

## Megjelenése
A madár hossza 14 centiméter. Fején kék és vörös álarcszerű foltjai vannak. Tollazata nagy része sárga és zöld színű.
|  |  |

## Életmódja
A lombok között keresgéli gyümölcsökből, főleg fügéből álló táplálékát, de megeszi a magvakat, nektárt és a rovarok lárváit is.

## Szaporodása
Odúba rakja tojásait.